# Joaquim Ferreira de Camargo Andrade
Joaquim Ferreira de Camargo Andrade, primeiro e único Barão de Ibitinga (30 de novembro de 1832 — Campinas, 21 de agosto de 1915) foi cafeicultor, político e magistrado brasileiro.

## Biografia
Era filho de Joaquim Ferreira Penteado e de Francisca de Paula Camargo, os barões de Itatiba. Abastado proprietário de terras, foi dono de uma fazenda de café, conhecida como Nova Lousã, no município de Espírito Santo do Pinhal. Também possuía plantações em Itatiba. Pertenceu ao Partido Liberal, exercendo cargos de vereador, de juiz municipal e diretor de várias empresas, como a Companhia Campineira de Iluminação e Gás e Companhia Mogiana de Estradas de Ferro.

### Família e descendência
Casou-se com Cândida Marcolina de Cássia Franco (1842 - 1866), filha do capitão Joaquim Franco de Camargo e de sua segunda esposa, Maria Lourença de Morais. Eram suas irmãs Manuela Assis de Cássia Franco, baronesa de Araras, e Clara Franco de Camargo, primeira esposa do Barão de Arari. O casal teve cinco filhos:
- Maria Ferreira de Camargo;
- Francisca Ferreira de Camargo;
- Cândida Ferreira de Camargo;
- Joaquim Ferreira de Camargo;
- Ana Ferreira de Camargo, morta em tenra idade.

Viúvo, casou pela segunda vez com Maria Higina Álvares de Almeida Lima (1833 - 1902), também viúva (do Dr. João Carlos Leite Penteado), filha de Antônio Álvares de Almeida Lima, importante fazendeiro de Limeira, e de Maria Emília de Toledo, irmã do Barão do Descalvado. Desta união, nasceram-lhe mais quatro filhos:
- Alberto Ferreira de Camargo;
- Clodomiro Ferreira de Camargo;
- Fausto Ferreira de Camargo;
- Amália Ferreira de Camargo.

Um fato curioso é que Maria, Francisca e Cândida, as três filhas do primeiro casamento de Camargo Andrade, casaram-se, respectivamente com Antônio Álvares, Carlos Olímpio e Bernardo Álvares Leite Penteado, filhos do primeiro casamento de Maria Higina. Também Clodomiro casou-se com Lucília Ferreira de Camargo, sua sobrinha, filha de sua meia-irmã Maria Joana Leite Penteado, do casamento de Maria Higina e de João Carlos Leite Penteado, e de Elisiário Ferreira de Camargo Andrade, seu tio paterno. Já Joaquim e Alberto desposaram outras duas irmãs: Clara e Olívia, filhas de João Soares do Amaral e de Maria da Glória Lacerda (filha de Clara Franco de Camargo). Amália, por sua vez, casou-se com Henrique Santos Dumont, irmão de Alberto Santos Dumont.
Em 7 de maio de 1887, foi condecorado com o título de barão de Ibitinga pelo imperador Pedro II. Faleceu em Campinas, aos 83 anos, e seu corpo foi sepultado no Cemitério da Saudade.